# Centro Yeshivah (Sydney)
La Yeshivah Centre di Sydney - in italiano: Centro Yeshivah (Sydney) - fu creato nel 1956 da Rabbi Chaim Gutnick and da Abraham Rabinovitch, insieme ad alcuni altri membri del movimento religioso ebraico ortodosso chassidico di Chabad, inizialmente come sinagoga e centro di studio per ebrei nello Stato del Nuovo Galles del Sud, in Australia. I leader dal 1956 al 1968 sono stati Rabbi G. Herc e Rabbi C. E. Barzel. Nel 1968, Rabbi Pinchus Feldman ha accettato di dirigere il Centro Yeshiva.

## Attività
Il Centro Yeshivah offre diversi programmi alla comunità ebraica del Nuovo Galles del Sud, come le parate dell'Hanukkah, il forni modello per matzah, fabbriche di shofar, sukah mobili e corsi di apprendimento.

## Yeshivah Gedolah - Collegio Rabbinico di Sydney
La Yeshivah Gedolah, come tutte le altre Yeshivot Gedolot è un centro di studi avanzati. Fondato ufficialmente nel 1986 dal Centro Yeshiva, fa parte della rete di yeshivah Tomchei Temimim. Lo scopo della Yeshivah è quello di promuovere lo studio della Torah e l'osservanza della Mitzvah per la comunità ebraica dell'area metropolitana di Sydney. A questo fine, studenti di altre Yeshivot Gedolot vengono ospitati qui con borse di studio per condurre un intenso programma accademico. Rabbi Boruch Lesches ha officiato quale Rosh Yeshivah e Mashpia per quasi vent'anni.
Questo istituto ha formato e ordinato oltre 500 rabbini, molti dei quali sono andati ad esercitare in comunità ebraiche di tutto il mondo. Questa sede della Yeshiva Gedolah è gestita da Rabbi Yossi Feldman, figlio di Rabbi Pinchus Feldman, che è anche l'attuale Rosh Yeshiva di tutta la Yeshiva Gedolah (entrambi gli indirizzi di studio).